# Pomos
Pomos (gr. Πομός) – wieś w Republice Cypryjskiej, w dystrykcie Pafos. W 2011 roku liczyła 448 mieszkańców.
Leży nad Morzem Śródziemnym, u ujścia rzeki Teratsos. Przez miejscowość przebiega droga lokalna E704. W pobliżu znajduje się przylądek Pomos.